# Der Blaue Reiter

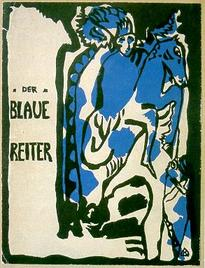
Wassily Kandinsky, Trang bìa của tuyển tập Der Blaue Reiter 1912

Der Blaue Reiter (Kỵ sĩ Xanh) là tên một nhóm nghệ sĩ mà được thành lập bởi họa sĩ Wassily Kandinsky và Franz Marc với mục đích chính là để triển lãm và xuất bản chung. Các nghệ sĩ trong nhóm ngoài ra còn có các nghệ sĩ Đức như August Macke và Gabriele Münter, cũng như các nghệ sĩ di cư từ Nga như Alexej von Jawlensky, Marianne von Werefkin. Tuyển tập đầu tiên của họ tự xuất bản lấy cùng tên phát hành giữa tháng 5 năm 1912. Nhóm này được hình thành vì các thành viên cho là những nguyên tắc của hội nghệ sĩ Neue Künstlervereinigung München, mà Kandinsky thành lập vào năm 1909, đã trở nên quá nghiêm khắc và bảo thủ. Nhóm biên tập đã tổ chức năm 1911 và 1912, 2 cuộc triển lãm ở München cũng như luân chuyển tại các thành phố Đức và Âu Châu khác.
Nhóm Der Blaue Reiter là một phong trào kéo dài từ 1911 cho đến 1914, khi thế chiến thứ Nhất bắt đầu, cơ bản thuộc trường phái biểu hiện Đức cũng như hội nghệ sĩ Brücke, được thành lập 1905 ở Dresden. Nhóm đã từng hội tụ nhiều hoạ sĩ nổi tiếng, trong đó có Paul Klee.

## Lịch sử

### Từ Neue Künstlervereinigung đến Blauen Reiter

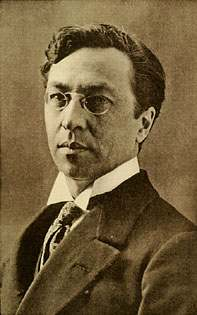
Wassily Kandinsky, 1913

Trước der Blaue Reiter là hội nghệ sĩ Neue Künstlervereinigung München (N.K.V.M), mà Wassily Kandinsky cùng sáng lập 1909. Ông với tư cách là chủ tịch đầu tiên đã tổ chức các buổi triển lãm năm 1909 và 1910. 

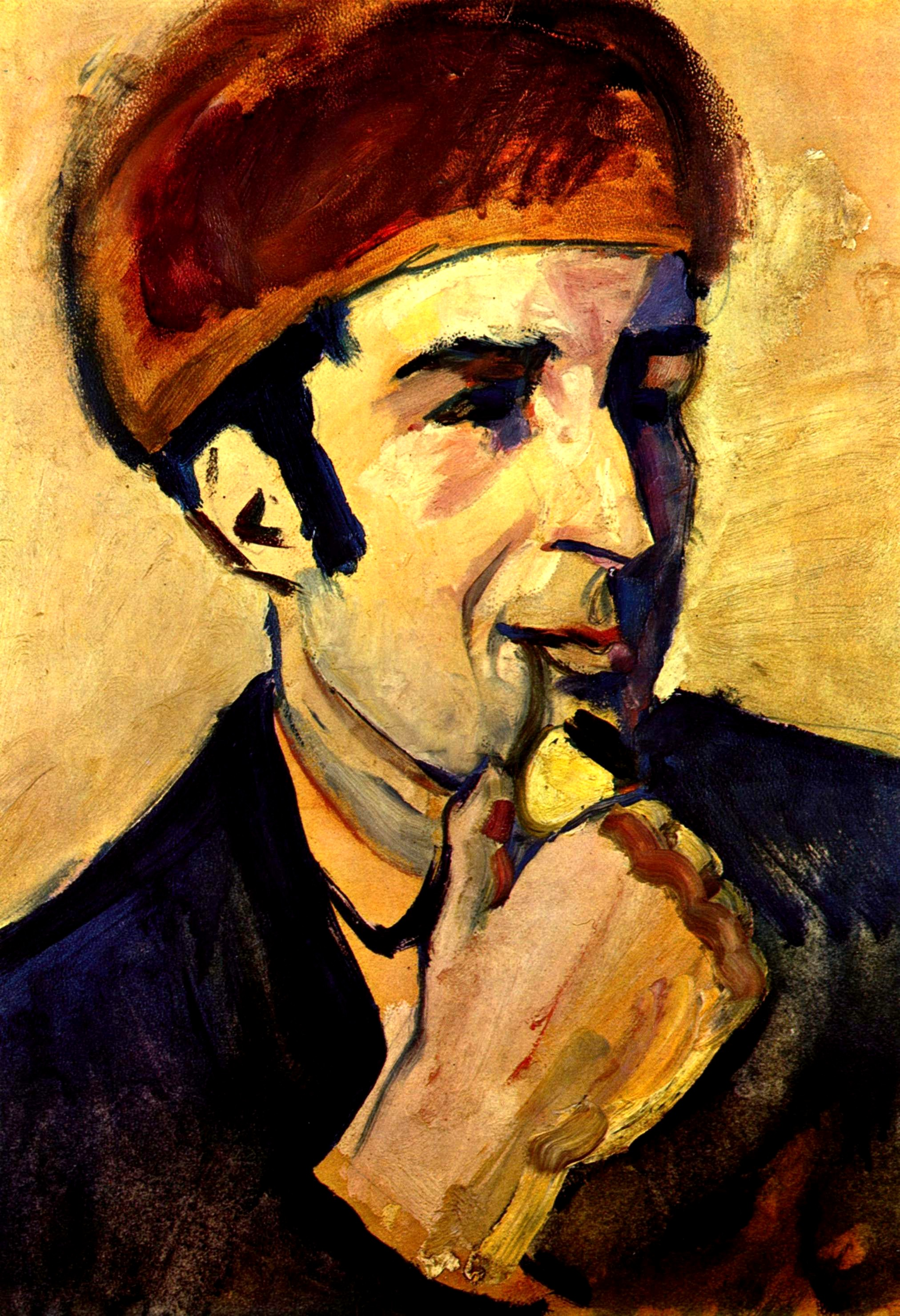
August Macke: Chân dung của Franz Marc, 1910

Khi những nhóm bảo thủ trong N.K.V.M vẫn cứ thường hay tranh cãi, không hài lòng với những tấm tranh của Kandinsky mà càng ngày càng trừu tượng, ông đã từ chức chủ tịch vào ngày 10 tháng 1 năm 1911, tuy nhiên vẫn còn là hội viên. Trong tháng 6 Kandinsky có kế hoạch xuất bản một tuyển tập tranh, và đã thành công trong việc chiêu dụ Marc cùng hợp tác làm.
Trong một lá thư của Marc viết vào ngày 10 tháng 9 cho Reinhard Piper, tuyển tập này đã được lấy tên là Der Blaue Reiter. Kandinsky, 1930, nói về cái tên này: „ Tên Der Blaue Reiter, chúng tôi đã đặt ra khi ngồi uống cà phê dưới giàn cây ở Sindelsdorf. chúng tôi cả hai đều thích màu xanh, Marc – ngựa, còn tôi – kỵ sĩ."

Những bức tranh từ cuộc triển lãm đầu tiên
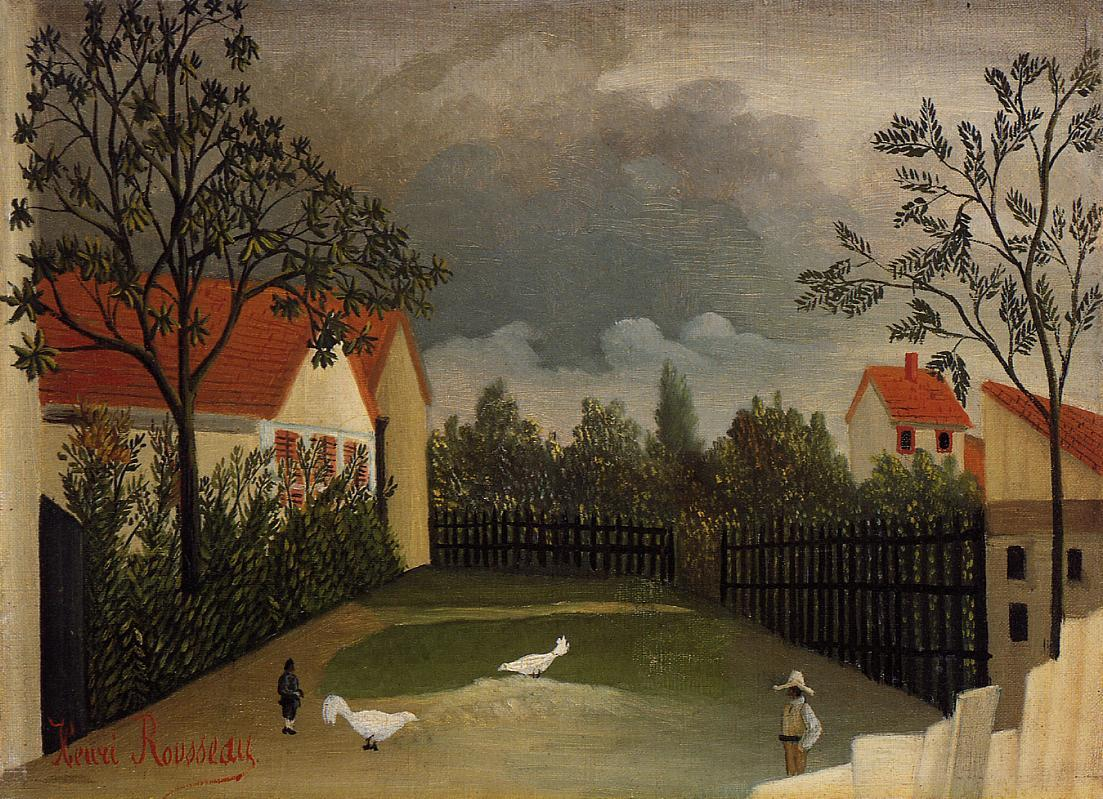
Henri Rousseau: Der Hühnerhof, 1896/98
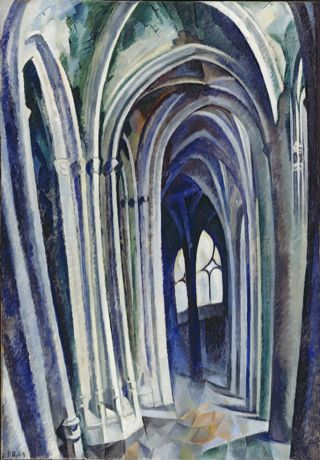
Robert Delaunay: Saint-Séverin Nr. 1, 1909
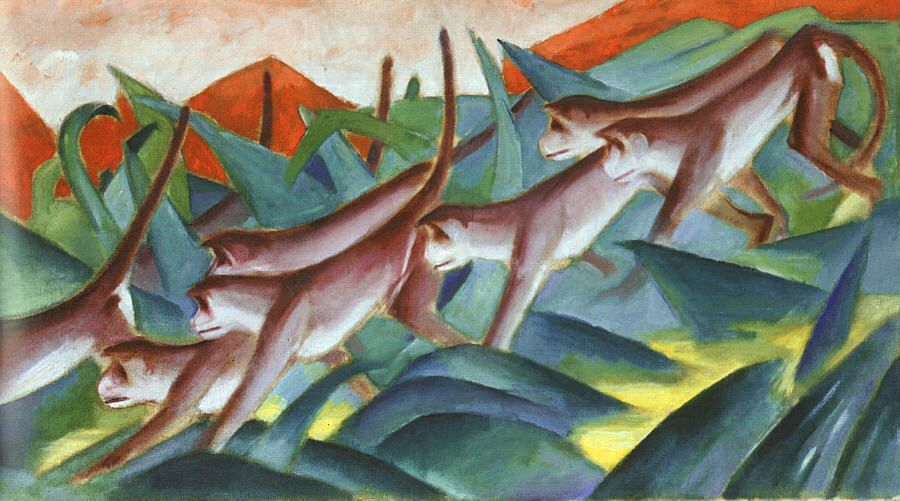
Franz Marc: Affenfries, 1911
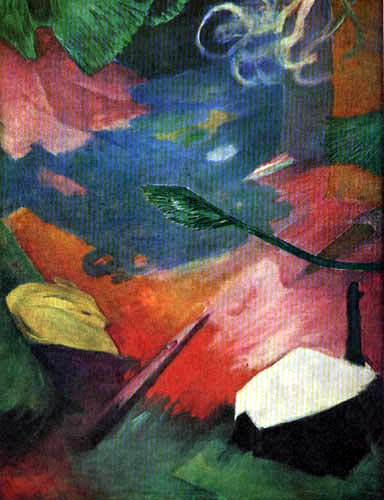
Franz Marc: Reh im Walde I, 1911
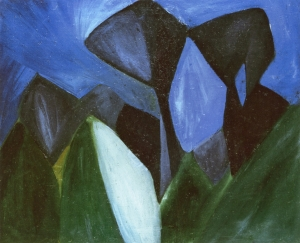
Wladimir Burljuk: Die Bäume, 1911, im Katalog Landschaft genannt
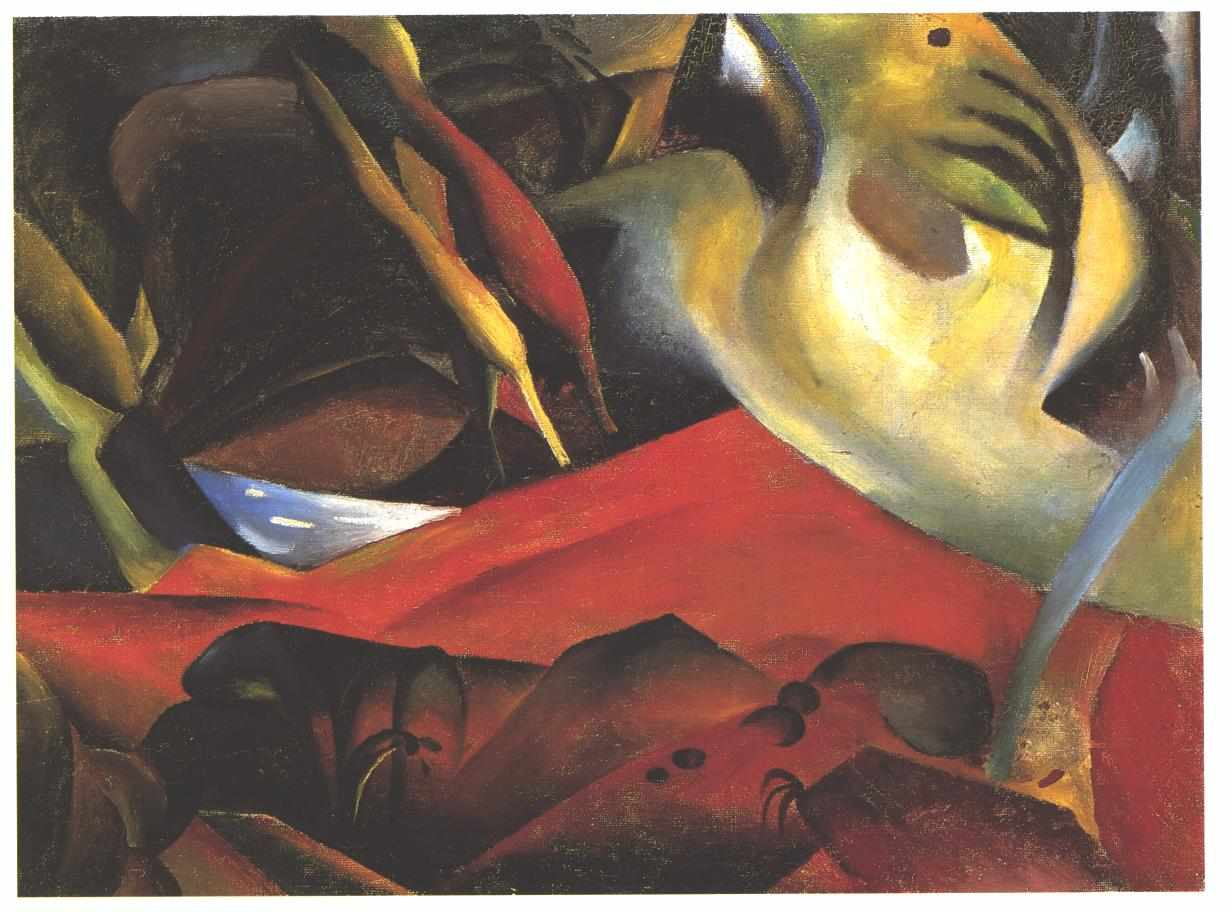
August Macke: Der Sturm, 1911
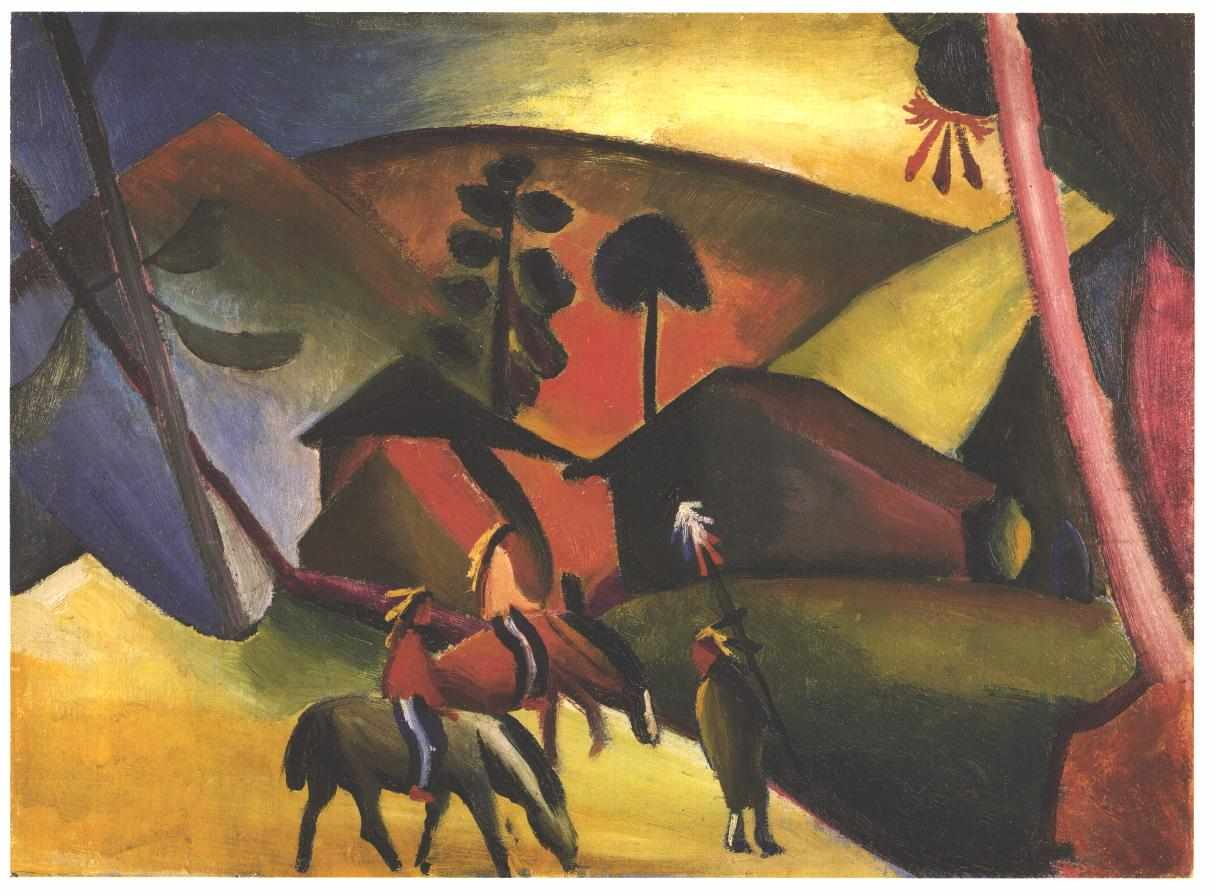
August Macke: Indianer auf Pferden, 1911

### Tan rã
Nhóm Der Blaue Reiter tan rã vì tình hình chính trị thời đó. 1914 khi thế chiến thứ Nhất bùng nổ, Kandinsky phải trở về nước Nga và chia tay vĩnh viễn với Münter. Hai họa sĩ có quốc tịch Nga khác, Jawlensky và von Werefkin cũng rời khỏi nước Đức. Marc và Macke bỏ mạng tại chiến trường ở Pháp.